# NGC 257
NGC 257 (другие обозначения — UGC 493, MCG 1-3-3, ZWG 410.6, IRAS00454+0801, PGC 2818) — спиральная галактика (Sc) в созвездии Рыбы.
По оценкам, расстояние до млечного пути 235 миллионов световых лет.
Класс яркости NGC 257 III—IV и имеет широкую линию HI.
Измерения, не в красном спекте, дают расстояние 70.117 ± 7.738 Мпк (9229 млн лет.) 7, которое находится в пределах расстояний, рассчитанных с использованием значения сдвига.
Объект был обнаружен 29 декабря 1790 года британским астрономом Джоном Фредериком Уильямом Гершелем.
Этот объект входит в число перечисленных в оригинальной редакции «Нового общего каталога».